# Waterville (Vermont)
Pour les articles homonymes, voir Waterville.
Waterville est une municipalité (town) américaine de l'État du Vermont, située dans le comté de Lamoille. Lors du recensement de 2020, sa population s'élevait à 686 habitants.

## Géographie
La municipalité s'étend sur 42,48 km2 sur le cours de la branche nord de la Lamoille, au nord-ouest du comté de Lamoille et est limitrophe de celui de Franklin.
|          | Bakersfield | Belvidere |
| Fletcher | Waterville  | Johnson   |
|          | Cambridge   |           |

## Histoire
Une première localité est créée le 26 octobre 1788 sous le nom de Coit's Gore, qui abrite sept familles en 1795. Waterville est fondée le 16 novembre 1824 sur les collines dominant la rivière Kelley. Son nom provient probablement de sa situation géographique au bord de l'eau, dans la vallée de la Lamoille.

## Politique et administration
La municipalité est administrée par un conseil de trois membres élus (Selectboard) qui est responsable de la conduite générale des affaires locales. Il a pour fonctions de publier les règlements locaux, préparer le budget, superviser toutes les dépenses, gérer les employés municipaux et contrôler les bâtiments et les biens publics. Il est assisté de « justices de paix » élus et d'un administrateur (clerk town), réunis au sein du Conseil de l'autorité civile.